# Comuna de Supraśl
Supraśl (polaco: Gmina Supraśl) é uma gminy (comuna) na Polónia, na voivodia de Podláquia e no condado de Białystok. A sede do condado é a cidade de Supraśl.
De acordo com os censos de 2006, a comuna tem 12 909 habitantes, com uma densidade 68,7 hab/km².

## Área
Estende-se por uma área de 187,96 km², incluindo:
- área agricola: 23%
- área florestal: 68%

## Demografia
Dados de 30 de Junho 2004:
|                      | Total   | Total | Mulheres | Mulheres | Homens  | Homens |
| -------------------- | ------- | ----- | -------- | -------- | ------- | ------ |
|                      | pessoas | %     | pessoas  | %        | pessoas | %      |
| População            | 12 467  | 100   | 6354     | 51       | 6113    | 49     |
| Densidade (pop./km²) | 66,3    | 100   | 33,8     | 33,8     | 32,5    | 32,5   |

De acordo com dados de 2002, o rendimento médio per capita ascendia a 1114,22 zł.

## Comunas vizinhas
- Białystok, Czarna Białostocka, Gródek, Sokółka, Szudziałowo, Wasilków, Zabłudów